# Simon de la Bella
Simon de la Bella (Amsterdam, 28 oktober 1889 - Dachau, 11 juli 1942) was een Nederlands politicus en vakbondbestuurder. Hij was van 1935 tot 1942 namens de SDAP lid van de Eerste Kamer. Hij werd in september 1940 door de Duitse bezetter gearresteerd nadat hij tevergeefs naar Engeland had proberen te ontkomen. De la Bella, die van Joodse afkomst was, werd in juli 1942 vergast in concentratiekamp Dachau.

## Levensloop
De la Bella was de zoon van een Joodse diamantbewerker. Hij werkte aanvankelijk als kantoorbeambte en bestuurder bij de Bond van kantoorpersoneel. Hij werd daarna penningmeester en secretaris van de socialistische vakbond NVV. Ook was hij een van de oprichters van uitgeverij De Arbeiderspers. In 1935 kwam hij namens de SDAP in de Eerste Kamer. Hij was in 1935 de opsteller van het Plan van de Arbeid.
In 1939 maakte de NVV 5 miljoen gulden over naar Engeland. Het was de bedoeling dat De la Bella samen met penningmeester Hein van Dugteren naar Engeland zou vluchten en daar het geld zou beheren. Na de Duitse inval in Nederland in mei 1940 deed hij een vergeefse poging om via IJmuiden Nederland te verlaten. Op 16 juli 1940 werd De la Bella en NVV-voorzitter Evert Kupers op last van de Duitsers ontslagen.
Vier dagen later bereikte hem het bericht dat de Duitsers hem wilden arresteren vanwege de 5 miljoen gulden die hij had overgemaakt naar Engeland. Er was een onderduikadres geregeld, maar De la Bella wilde er nog een nachtje over nadenken. Nog diezelfde avond werd hij aangehouden. Op weg naar de gevangenis nam De la Bella vergif in, maar de zelfmoordpoging mislukte doordat het vergif te traag werkte en zijn maag werd leeggepompt. Hij zat tot 4 september vast in het Huis van Bewaring aan de Weteringschans, voordat hij op transport werd gezet naar Dachau. Op de Weteringschans zat hij nog enige tijd met Henri Polak in een cel. Vanuit Dachau verzond hij aan familie en vrienden het gedicht Een levensteken en een groet. Tijdens zijn bijna twee jaar durende gevangenschap deed hij een mislukte zelfmoordpoging.

## Persoonlijk
De la Bella was getrouwd met Hinderientje van Zuiden (1885-1974). Zij hadden samen een dochter: Carla de la Bella (1922-1993). Zij speelde een actieve rol in het verzet. De la Bella's beide broers overleefden de oorlog niet.
- Biografisch Portaal: 21930505
- International Standard Name Identifier: 0000 0003 8982 5262
- Nederlandse Thesaurus van Auteursnamen: 070784418
- Parlement.com: vg09lkxvlmxi
- Virtual International Authority File: 283338338
- WorldCat: E39PBJkdjDdGjQYYDhBMWbqfbd